# Marco Vermin
Marco Vermin (Ede, 1961) is een Nederlands bestuurder en politicus. Sinds 14 juni 2025 is hij partijvoorzitter van de ChristenUnie.

## Loopbaan
Vermin werkte na de mavo onder andere 21 jaar lang bij de Belastingdienst. Hij was negen jaar lang directeur van Gave, een christelijke stichting die zich inzet voor vluchtelingen. Van 2011 tot 2024 was hij lid van de Raad van Bestuur van Alfa, een organisatie gericht op accountancy en adviesdiensten. Binnen de ChristenUnie was hij ook al jaren actief, onder meer binnen het ondernemersplatform. In 2021 stond hij op de kandidatenlijst van de partij voor de Tweede Kamerverkiezingen en in 2023 op de kandidatenlijst voor de Eerste Kamerverkiezingen.
In juni 2025 werd hij voorgedragen voor het partijvoorzitterschap van de ChristenUnie, nadat Ankie van Tatenhove had aangegeven zich niet herkiesbaar te stellen bij het aflopen van haar termijn.

## Kritiek
Vermins voordracht voor het partijvoorzitterschap was niet geheel onomstreden. Hij betoogde dat de ChristenUnie zich de afgelopen jaren te veel had laten associëren met links en woke op onder meer thema's als asiel en klimaatbeleid, en wel een meer 'helder christelijk profiel' zou mogen vertolken. Zijn uitspraken hierover leidden tot ongenoegen van onder meer oud-CU-Kamerlid Carla Dik-Faber, die vreesde voor polarisatie binnen de partij.

## Persoonlijk
Marco Vermin is getrouwd en kreeg met zijn vrouw drie kinderen. Hij heeft een rooms-katholieke achtergrond en maakte later een overstap naar de de Vergadering van gelovigen.